# Rodolfo Tommasi
Rodolfo Tommasi (Abbazia, 24 novembre 1907 – Abbazia, 13 agosto 1993) è stato un calciatore italiano, di ruolo mezzala.
Il suo cognome originario era Tomašić ed era già stato italianizzato in Tomasich quando per effetto delle disposizioni fasciste fu trasformato in Tommasi.

## Biografia
Nato ad Abbazia, in Istria, all'epoca territorio dell'Impero austro-ungarico, ha iniziato la sua carriera nell'Olympia Abbazia.
Ha giocato in massima serie con la maglia di Fiorentina, Fiumana e Triestina.